# كازوهيتو كيكوتشي
كازوهيتو كيكوتشي (باليابانية: 菊池一仁؛ بالكانا: きくち かずひと) هو منتج أسطوانات وملحن ياباني، ولد في 15 أكتوبر 1977 في طوكيو في اليابان.

## وصلات خارجية
- الموقع الرسمي
- كازوهيتو كيكوتشي على موقع IMDb (الإنجليزية)
- كازوهيتو كيكوتشي على موقع ميوزك برينز (الإنجليزية)
- كازوهيتو كيكوتشي على موقع ديسكوغز (الإنجليزية)